# Мария Беатриче Австрийская
Мария Беатриче Австрийская (итал. Maria Beatrice d’Austria; нем. Maria Beatrix von Österreich), полное имя Мария Беатриче Анна Франческа Габсбург-Эсте (итал. Maria Beatrice Anna Francesca Habsburg-Este, нем. Maria Beatrix Anna Franziska von Habsburg-Este; 13 февраля 1824 года, Модена, Моденское герцогство — 18 марта 1906 года, Грац, Австро-Венгрия) — принцесса из дома Габсбург-Эсте, дочь Франциска IV, герцога Модены и Реджо, эрцгерцогиня Австрии, принцесса Модены и Реджо, принцесса Австрии, Венгрии и Чехии, в замужестве — графиня Монтисон и инфанта Испании, королева Испании в престолонаследии карлистов и королева Франции и Наварры в престолонаследии легитимистов. Дама австрийского Благороднейшего ордена Звёздного креста и баварского ордена Святой Елизаветы.

## Биография
Мария Беатриче родилась в Модене 13 февраля 1824 года. Она была младшей дочерью Франциска IV Габсбург-Эсте, герцога Модены и Реджо и принцессы Марии Беатриче Савойской. В крещении получила имена Марии Беатриче Анны Франчески.
В 1847 году вышла замуж за Хуана Карлоса де Бурбон-и-Браганса, инфанта Испании и графа Монтисон. Некоторое время супруги жили в Модене, но из-за революции в 1848 году, они были вынуждены эмигрировать в Великобританию. В Лондоне у них родился первый ребёнок.
Воспитанная в уважении к католицизму, Мария Беатриче была благочестива и крайне консервативна, в отличие от супруга. Хуан Карлос был хорошим мужем, но придерживался либеральных взглядов. По этой причине между ними часто возникали разногласия. Они отдалились друг от друга. В 1850 году Мария Беатриче вернулась с детьми в Модену.
Уже после их разрыва Хуан Карлос стал претендентом на трон Испании от партии карлистов в 1860 году и претендентом на трон Франции и Наварры от партии легитимистов в 1883 году. Так, как супруги юридически всё ещё являлись мужем и женой, Мария Беатриче получила титулы королевы Испании и королевы Франции и Наварры от соответствующих партий.
Вырастив детей, в 1872 году она приняла монашеский постриг с именем Марии Игнатии Святейшего Сердца Иисуса в монастыре кармелиток в Граце, в котором подвизалась до самой смерти. Мария Беатриче Австрийская умерла 18 марта 1906 года и была похоронена в монастыре кармелиток в Граце, в Австро-Венгрии.

## Брак и потомство
6 февраля 1847 года в Модене был заключён брак между Марией Беатриче Габсбург-Эсте и Хуаном Карлосом де Бурбон-и-Браганса (15.5.1822 — 21.11.1887), инфантом Испании, графом Монтисон, претендентом на трон Испании под именем Хуана III в престолонаследии карлистов и претендентом на трон Франции и Наварры под именем Жана III в престолонаследии легитимистов, сыном дона Карлоса де Бурбона (29.3.1788 — 10.3.1855), инфанта Испании, герцога Элисондо и графа Молина, претендента на трон Испании под именем Карлоса V в престолонаследии карлистов и Марии Франсишки де Браганса (22.4.1800 — 11.9.1834), инфанты Португалии.
В этом браке родились двое детей:
- Карлос Мария де Бурбон-и-Габсбург-Эсте (30.3.1848 — 18.7.1909), герцог Мадрида, претендент на трон Испании под именем Карлоса VII в престолонаследии карлистов и претендент на трон Франции и Наварры под именем Шарля XI в престолонаследии легитимистов, был женат первым браком на принцессе Маргарите Марии Пармской  (1.1.1847 — 29.1.1893), вторым браком на принцессе Марии Берте де Роган (21.5.1868 — 19.1.1945).

- Альфонсо Карлос де Бурбон-и-Габсбург-Эсте (12.9.1849 — 29.9.1936), герцог Сан-Хайме, претендент на трон Испании под именем Альфонса Карлоса I в престолонаследии карлистов и претендент на трон Франции и Наварры под именем Шарля XII в престолонаследии легитимистов был женат на инфанте Марие Португальской (5.8.1852 — 15.2.1941)[3].